# 飛行場大隊
飛行場大隊（ひこうじょうだいたい）とは、日本陸軍の部隊編制の一つで、航空機の整備・補給や飛行場の警備などの航空部隊の後方支援を任務とした大隊のことである。

## 沿革
1930年代後半、日本陸軍がソ連を仮想敵国とした満州での戦闘を想定する中で、航空兵力の劣勢が問題となった。そこで1937年に、航空部隊のうち整備などの地上部門を別部隊として独立させる、空地分離方式の導入が決まった。これは、多数の支援部隊を事前に各地へ展開させておき、身軽な空中部隊だけを戦況に応じて機動させて運用効率を高め、兵力の劣勢を補おうとする戦略であった。
そして、この空地分離の地上部門の一部として編成されたのが飛行場大隊であった。主な任務は中間整備とされ、空中部門である飛行戦隊直属の整備班が行う日常的な戦闘整備よりは本格的で、野戦航空廠が担当する後方整備（オーバーホール等）よりは簡易な範囲で行うという分担となった。このほか、飛行場の警備なども任務とされた。1938年末までに19個大隊が誕生した。このうち、満州や中国戦線に配備された部隊は形式的に完全な空地分離がなされて飛行戦隊から独立し、地上部門を統括する航空地区司令部の隷下にあった。他方、日本本土の部隊は、固定的な防空任務が予定されていて空地分離の意味が乏しいために、各飛行戦隊の隷下に1個大隊ずつ配備された。
もっとも、満州などの外地部隊の場合も、特定の飛行戦隊と提携関係を結ぶこととされていたため、実質的にはあまり空地分離になっていなかった。これは、整備員（地上勤務者）・操縦者（空中勤務者）間の信頼関係が重視されたためと、飛行戦隊ごとに装備機材にばらつきがあり、特に新型機に対応できる整備員が限られて融通が利かなかったためであった。そのため、飛行戦隊の移動にあわせて、提携飛行場大隊も移動するという運用状況になってしまった。
太平洋戦争が始まった1941年には、飛行場大隊は41個に増えていた。太平洋戦争中も航空戦の激化に対応するために増強が進められ、1943年末には55個大隊、1944年初めには140個大隊にまで達した。しかしながら、整備要員の養成が追いつかず、また大隊単位での特定戦隊との提携運用も海上輸送力の関係で困難となったことから、1943年9月に任務の改正が行われ、整備機能が除かれることとなった。整備機能は飛行戦隊直属の整備班へと集約され、ほぼ空地分離前の状況に戻った。以後は、飛行場大隊の機能は燃料弾薬の補給や空中勤務者の休養、飛行場の警備のみとなった。

## 編制
当初の計画では、大隊本部の下に整備中隊2個と警備中隊を置く約650名の編制とされ、第1整備中隊が提携関係にある飛行戦隊の支援を担当し、第2整備中隊はその他の航空部隊に随時協力することが予定された。しかし、実際には1個の整備中隊しか持たないことが多かった。警備中隊は歩兵中隊に準ずる編制だったが、初期には、小銃のほか少数の軽機関銃を持つ程度の軽装備にとどまった。
1943年9月以降、飛行場大隊から整備機能が除かれると、整備中隊は補給中隊と名を変えた。他方、警備中隊は可能な限り武装が強化され、20mm高射機関砲など若干の対空砲も装備するようになった。

## 飛行場中隊
飛行場大隊と同じ任務を持つ、より小規模な部隊として飛行場中隊も編成された。戦況に応じて投入される予備兵力としての運用と、飛行戦隊よりも小規模な独立飛行中隊の支援任務が特に期待された。編制は、飛行場大隊をそのまま1/3程度に縮小したものであった。1941年には17個中隊、1944年初には73個中隊が存在した。